# Eugeniusz Jankiewicz
Eugeniusz Jankiewicz (ur. w 1893 roku – stracony w 1940 roku) – doktor praw, sędzia grodzki w Samborze.
Syn Jarosława.
Po wybuchu II wojny światowej i agresji ZSRR na Polskę z 17 września 1939 został aresztowany przez funkcjonariuszy NKWD. Został przewieziony do więzienia przy ulicy Karolenkiwskiej 17 w Kijowie. Tam prawdopodobnie na wiosnę 1940 został zamordowany przez NKWD. Jego nazwisko znalazło się na tzw. Ukraińskiej Liście Katyńskiej opublikowanej w 1994 (został wymieniony na liście dyspozycyjnej 56/2-59 oznaczony numerem 3423). Został pochowany na otwartym w 2012 Polskim Cmentarzu Wojennym w Kijowie-Bykowni.